# Dispergiermittel
Dispergiermittel sind Additive, die das Dispergieren, also die optimale Durchmischung von mindestens zwei, eigentlich nicht mischbaren Phasen (Substanzen) ermöglichen oder stabilisieren. Dazu gehören die Bildung von Emulsionen und besonders der Suspensionen, die beide zu den sogenannten Dispersionen zählen. Während Emulsionen eine feine Durchmischung zweier Flüssigkeiten, wie beispielsweise Öl und Wasser sind, handelt es sich bei einer Suspension um eine genügend stabile Aufschwemmung von sehr kleinen Feststoffen in einer Flüssigkeit. In Beschichtungsstoffen können dies Pigmente oder Füllstoffe sein, die in eine Flüssigkeit (Dispergiermedium, auch Mahlgut) eingearbeitet sind.

## Herstellung einer Dispersion
Bei der Herstellung einer Dispersion kommt es darauf an, die Agglomerate und Aggregate der Feststoffe mit Flüssigkeit (Bindemittel, Lösungsmittel oder Wasser) zu benetzen, möglichst in einzelne Teilchen zu verteilen und zu stabilisieren. Dabei helfen Netz- und Dispergiermittel. Sie reduzieren die Grenzflächenspannung und fördern damit die Benetzung. Dispergiermittel sind geeignete Tenside, die pigmentaffine Gruppen besitzen, die an die Pigmente andocken und gegen Agglomeration schützen. Das führt zu einer geringeren Neigung zur Sedimentation der Pigmente oder des Lackes. Es gibt elektrostatische und sterische Stabilisierung.

## Arten der Stabilisierung

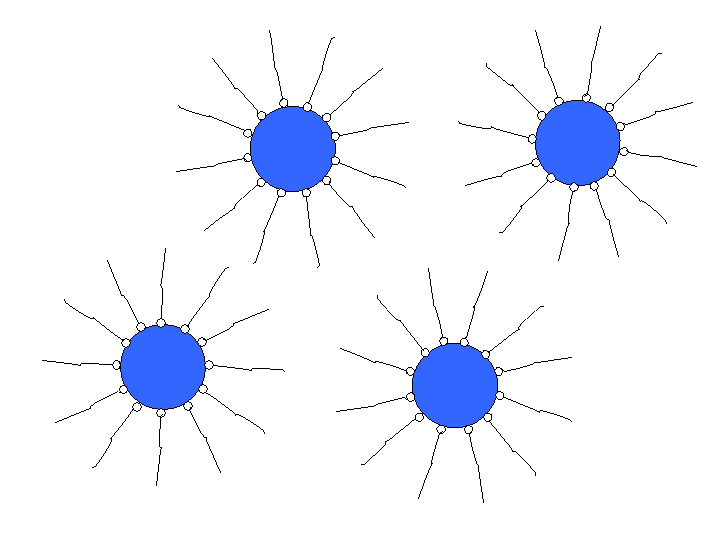
Sterische Stabilisierung

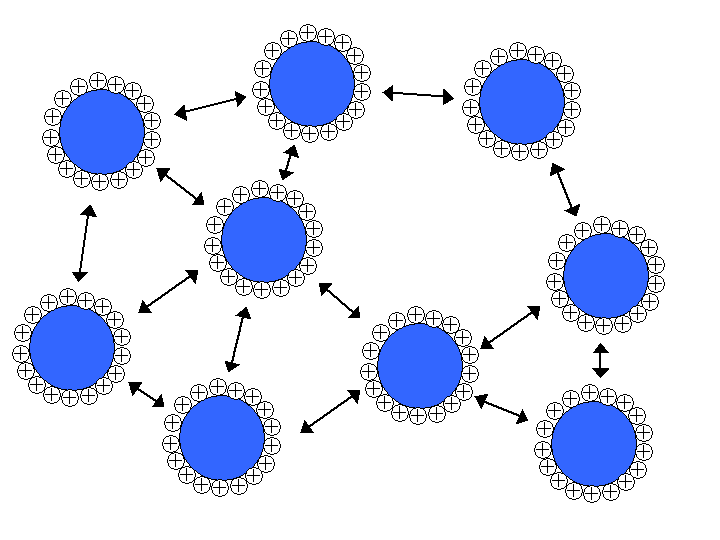
Elektrostatische Stabilisierung

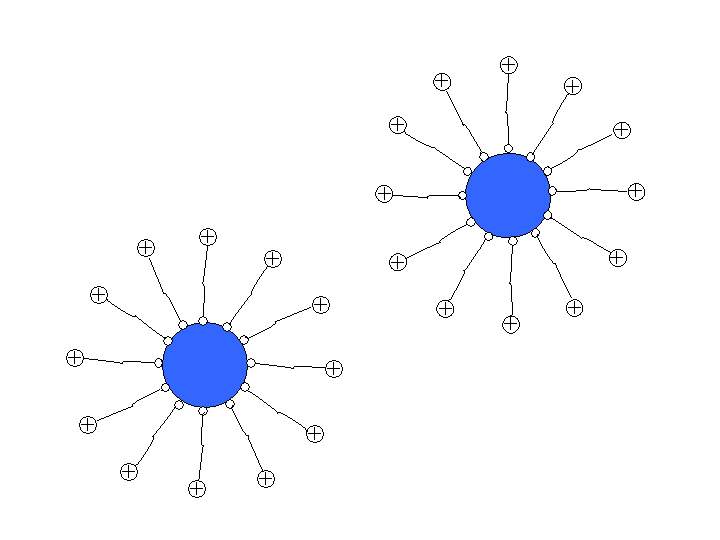
Elektrosterische Stabilisierung

Es existieren zwei mögliche Mechanismen der Stabilisierung und eine Kombination aus beiden.
Bei der sterischen Stabilisierung sitzen die „pigmentliebenden“ (pigmentaffinen) Köpfe des Tensids am Pigment, während die langen Ketten in das Dispergiermedium hineinragen. Treffen zwei Pigmentpartikel aufeinander, können ihre Oberflächen nicht aneinander haften bleiben, weil sie von den Tensiden auf Abstand gehalten werden (Entropische Abstoßung).
Bei der elektrostatischen Stabilisierung trägt das Dispergieradditiv eine elektrische Ladung. Zum Beispiel kann die pigmentaffine Gruppe nicht geladen sein und der andere Teil negativ. Bei einer monomolekularen Hülle um das Pigmentkorn herum ragen die negativ geladenen Teile des Tensids in ein polares Lösungsmittel wie z. B. Alkohole oder Wasser und bilden eine Schutzhülle. Diese Tenside können einen unterschiedlichen strukturellen Aufbau besitzen. 
Die elektrosterische Stabilisierung kombiniert beide Mechanismen. Dabei sind die elektrischen Ladungen, die für die Abstoßung verantwortlich sind, am Ende der ins Dispergiermedium hineinragenden Ketten lokalisiert.

## Auswahlparameter
Die Wahl des Dispergieradditivs hängt also sowohl von den verwendeten Pigmenten als auch vom Dispergiermedium ab. In unpolaren Lösungsmitteln funktioniert die sterische Stabilisierung am besten, in polaren Lösungsmitteln die elektrische.